# Cubará
Cubará es un municipio colombiano situado en el departamento de Boyacá. Según el censo de 2018, tiene una población de 10 319 habitantes.
Se sitúa en el extremo nororiental del departamento de Boyacá, en la región del Sarare, en la subregión del Piedemonte Llanero de la Orinoquía colombiana, a una altitud de 357 metros sobre el nivel del mar. Su temperatura promedio es de 25 °C, lo que lo sitúa en un clima cálido fresco. Se extiende sobre la planicie en la ribera del río Cobaría (afluente del río Arauca). 
La espalda de Boyacá surcada de clorofila sobre la Tunebia y el Sarare es como llaman sus habitantes a este municipio escondido detrás de la Sierra Nevada del Cocuy y para el cual es necesario atravesar los departamentos de Santander y Norte de Santander; hay que salir de Boyacá para regresar a ella bordeando la sierra, después de recorrer 561 km. por carretera.
A la sombra de la Sierra Nevada del Cocuy, sobre 5223 metros, se extiende uno de los patrimonios antropológicos y culturales más importantes de Colombia, representado por indígenas de la comunidad U'wa, patrimonio cultural y ancestral de la nación.
Es la comuna más alejada desde Tunja. Sin embargo, representa un lugar estratégico de importancia por el comercio con Venezuela, al ser la única vía directa de comunicación entre las regiones de la Orinoquía y el Caribe colombiano.

## Toponimia

### Origen lingüístico[6]
- Familia lingüística: Chibcha
- Lengua: Tunebo

### Significado
La palabra pertenece a la lengua Tunebo, de donde salen los siguientes posibles vocablos: /cu/ : “semejanza”; /fa/ - /ba/ : “ahora”; /cuba/ : “canto, piedra”; /ra/-/ca/ : “lugar, fortaleza, propiedad”. Este vocablo representa el símbolo de la estrella de oriente y de igual manera la hora de la madrugada; toda expresión acopañada del vocablo /ca/ enuncia territorios sublimes asignados a grandes caciques

### Origen / Motivación
El nombre Cubará a trascendido en el tiempo y es evidencia del sentido de apropiación que los Muyscas tuvieron en sus tiempos de auge. Con un relieve de cuchillas y cerros, la canción del valle, como fue llamada la región originalmente, es una melodía de aguas, montañas y aberturas de tierra.

## Geografía

### Límites municipales
Cubará está delimitada por los departamentos de Norte de Santander al noroeste, Santander al oeste y norte y Arauca al este y al noreste con el Estado Apure en Venezuela. El resto con sus vecinos de su propio departamento al sur.
| Noroeste: Chitagá ( Norte de Santander) (Río Orozco) | Norte: Toledo ( Norte de Santander) (Ríos Orozco y Cubugón) | Nordeste: Municipio Páez ( Estado Apure, Venezuela) (Río Arauca) |
| Oeste: Concepción ( Santander)                       |                                                             | Este: Saravena ( Arauca) (Río Bojabá)                            |
| Suroeste: Chiscas                                    | Sur: Güicán                                                 | Sureste: Fortul ( Arauca) (Río Bojabá)                           |

## División político-administrativa
Su cabecera municipal se encuentra dividida en 6 barrios: 

- El Comercio: Es un corredor estratégico de comercio y el río Cobaría que atraviesa la reserva de la comunidad U'wa.
- El Jardín: (16 mz) Uno de los más grandes: Allí se encuentra la plaza de Mercado, El Colegio Nacionalizado Pablo VI, El Hogar Infantil y la Planta de Lácteos.
- El Progreso:(6 mz) Ubicado en la zona occidental cerca al Río Cobaría.
- Los Libertadores: Es la zona comercial del municipio, además se encuentra la iglesia, la casa de la cultura, las antiguas instalaciones del colegio Pablo VI. En este sector está la sede de la UNAD, y el gimnasio de Cubará.
- Pablo VI: parque Principal, la estación de policía, el banco agrario y otras instalaciones del orden nacional.
- San Rafael: Situado en el este, allí se encuentra el Hospital Especial, la cancha de fútbol, el Coliseo Cubierto, la sede de Asouwas y la base militar de soldados campesinos.

Cubará tiene bajo su jurisdicción los centros poblados:
- El Guamo
- Gibraltar
- Puente de Bojabá

Además, tiene conformadas las siguientes veredas:
- Aguablanca
- Bóngota Alta
- Brisas del Arauca
- Campo Alicia
- El Bojabá
- El Chuscal
- El Róyota
- Fátima
- La Barrosa
- La Blanquita
- La Cañaguata
- La Esperanza
- La Gaitana
- Puerto Nuevo

## Educación
El colegio nacional Pablo VI ofrece a sus bachilleres formación práctica del trabajo en conocimientos técnicos: en electricidad, metalúrgia, diseño de modas y procesamiento de alimentos. Como principal centro de educación superior de toda la región está la sede de la Universidad Nacional Abierta y a Distancia (UNAD) que ofrece diversas formaciones de la UDR Cubará. Allí funciona la emisora radial estudiantil Sarare FM estéreo

## Salud
El Hospital de Cubará ofrece servicios de primer nivel, y los servicios de segundo y tercer nivel son ofrecidos en el Hospital del Sarare San Ricardo Pampury, ubicado en el municipio de Saravena, a 40 minutos de distancia; las especialidades son atendidas en Tunja, Cúcuta, Bucaramanga y Bogotá.   Hay servicio de transporte por ambulancia a las capitales más cercanas Bucaramanga, Cúcuta, Arauca y Tunja. Existe un laboratorio clínico.

### Situación sanitaria
Los principales motivos de consulta médica de la población son: la bronquitis aguda no especificada (27,91% de la población de consulta), el control de rutina infantil (27,12%)y la enfermedad parasitaria no especificada (20,32%). En la población U'wa, hay una menor concurrencia en consultas médicas: bronquitis aguda:16,62%, control de salud de rutina infantil 14,76% y enfermedad parasitaria no especificada 14,19%

## Demografía
Los mestizos y los U'wa son los grupos predominantes de la región. Según el censo 2005-2006 la población de mestizos es de 1986 habitantes en la cabecera municipal y 1624 habitantes de la zona rural. Hay 3118 habitantes de la comunidad U'wa dispersos por el territorio. La población de mujeres U'wa es de 1551 y de hombres es de 1567. La población indígena más representativa es de 500 niños entre 5-10 años, 442 entre los 0-5 años y 417 entre los 10-15 años lo que nos indica una predominancia de población indígena joven.

### Composición étnica
Según las cifras presentadas por el DANE del censo 2005, la composición etnográfica de la ciudad es:
- Blancos y Mestizos (53,6%)
- Indígenas (46,3%)
- Afrocolombianos (0,1%)

## Economía
La economía del municipio se basa en la agricultura, la ganadería y el comercio. Entre los productos agrícolas se destacan el maíz, la yuca y el plátano. En cuanto al ganado se cría principalmente el vacuno.

### Turismo
El principal sitio para visitar es la Reserva Resguardo Unido Comunidad U'wa (nombre oficial): Es una reserva indígena muy protegida tanto por el estado como por la comunidad y el acceso es prohibido sin previo consentimiento de las autoridades tradicionales. El río Róyota es el sitio más visitado, especialmente los fines de semana y festivos ya que ofrece sus aguas claras y limpias para el baño y la natación. Es el balneario de los habitantes de Cubará, Saravena y localidades vecinas. En el mes de diciembre se realiza allí el festival de verano con diferentes actividades culturales y sociales de gran importancia para el municipio de Cubará. La flora y la fauna de este municipio, así como todos sus ríos, caños y quebradas incluyen atractivos turístico que vale la pena conocer y visitar.

## Movilidad
- Aéreas: Este municipio no cuenta con aeropuerto, pero el municipio de Saravena en Arauca ofrece este servicio a tan solo 40 minutos.
- Terrestres Cubará se comunica con Arauca a través de la Carretera de la Soberanía siendo su primera ciudad de encuentro Saravena al oriente. En sentido al occidente, comunica a los corregimientos Gibraltar, Samoré y San Bernardo de Bata y los municipios de Toledo y Pamplona. La única vía de acceso directo al resto de Boyacá es a través de Güicán, durante un recorrido de veinticuatro horas por camino de herradura o tres días aproximadamente de jornada a caballo.
- Fluviales: Cubará se comunica con  Venezuela a través del río Arauca principalmente por medio de canoas.